# Chamrosh
 (juillet 2025).
Chamrosh (ou Camrôsh) est un oiseau de la mythologie persane qui vivrait au sommet de la montagne Harā Bərəzaitī. Le zoroastrisme l'aurait éludé par la suite en raison de sa proximité avec des divinités comme Mithra et Apam Napat. Il apparait cependant dans plusieurs oeuvres d'art au cours des siècles, sous le forme d'un oiseau avec un collier. D'autres sources lui donnent le corps d'un chien ou d'un loup, avec la tête et les ailes d'un aigle, proche des représentations des griffons[réf. nécessaire].
Selon l'Avesta, un texte sacré zoroastrien, Chamrosh est chargé de transporter les graines qui tombent de l'arbre Jad-besh qui pousse dans la mer Vourulaaha, jusqu'à l'endroit où Tishtrya (en) prend les eaux, pour les déverser ensuite sur le monde. Selon le Bundahishn, il s'agit du roi des oiseaux, habitant le mont Alborz, qui apporte la désolation aux villes ennemies de la Perse,.

## Articles liés
- Oiseau Huma
- Shahbaz (oiseau)
- Simurgh